# Seewaldsee (Fontanella)
Der Seewaldsee ist ein Gebirgssee im österreichischen Bundesland Vorarlberg.

## Lage und Umgebung
Das knapp 1,2 Hektar große Stillgewässer liegt am Südwesthang der Blasenka, 1,4 Kilometer östlich der Ortsmitte von Fontanella auf einer Höhe von 1132 m ü. A. Nördlich des Sees liegt die namensgebende Rotte Seewald, die wie auch der See selbst Teil der Gemeinde Fontanella ist.
Der Seewaldsee ist der einzige See im Großen Walsertal.

## Entstehung und Wasserhaushalt
Der Seewaldsee entstand am Ende der letzten Eiszeit, als sich die Gletscher aus den Alpentälern zurückzogen. Als Himmelsteich besitzt er kaum oberflächige Zu- oder Abflüsse und speist sich hauptsächlich aus Niederschlägen und einer Bodenquelle. Die wasserundurchlässige Erdschicht am Grund des Sees verhindert das Versickern des Wassers.

## Landschaft und Naturschutz
Das West- und Ostufer des Sees bilden steile, mit Wäldern aus Grau-Erle, Esche, Berg-Ahorn und Schlucht-Weide bewachsene Hänge. Der höchstens 2–3 Meter breite und nur stellenweise vorhandene Schilfsaum ist von Steifseggen durchsetzt. Am flacheren und versumpften Nordufer ist der Schilfgürtel wesentlich breiter, und es finden sich hier die in Vorarlberg potentiell gefährdeten Rispen-Seggen und Schnabel-Seggen. Daran schließt sich ein Turin-Meier-Lindenwald an. Am Südufer reicht die Liegewiese bis zum Wasser, es ist jedoch ein Bestand des ebenfalls in Vorarlberg potentiell gefährdeten Teich-Schachtelhalms erhalten. Im See selbst sind geringe Vorkommen von Alpen-Laichkraut zu finden.
Zoologisch gesehen ist der See als Habitat für Amphibien und Wasserinsekten von Bedeutung.
Der See und dessen unmittelbare Umgebung sind im Biotopinventar Vorarlberg als besonders schützenswert ausgewiesen. Darüber hinaus liegt der See wie die ganze Gemeinde Fontanella im Biosphärenpark Großes Walsertal.

## Erschließung, Nutzung und Tourismus
Mit dem Auto ist der See nicht erreichbar. Von der Rotte Säge an der Faschina Straße (L193) führt ein asphaltierter Spazierweg über die Siedlung Garlitt zum See, auch rund um den See führt ein Spazierweg. Von der Buchbodener Straße (L90) aus ist der Seewaldsee über zwei Bergwanderwege erreichbar. Während der Badesaison fährt ein kleiner Bummelzug von der Säge zum See.
Der Seewaldsee ist seit dem 19. Jahrhundert im Privatbesitz zweier Familien. Seit den 1960er Jahren wird er touristisch und als Naherholungsgebiet genutzt, es gibt Umkleide- und Bademöglichkeiten und einen Steg sowie saisonal bewirtschaftete Gastronomie.
In der ORF-Sendung 9 Plätze – 9 Schätze trat der Seewaldsee im Jahr 2020 als Kandidat des Bundeslandes Vorarlberg an.